# Nutella

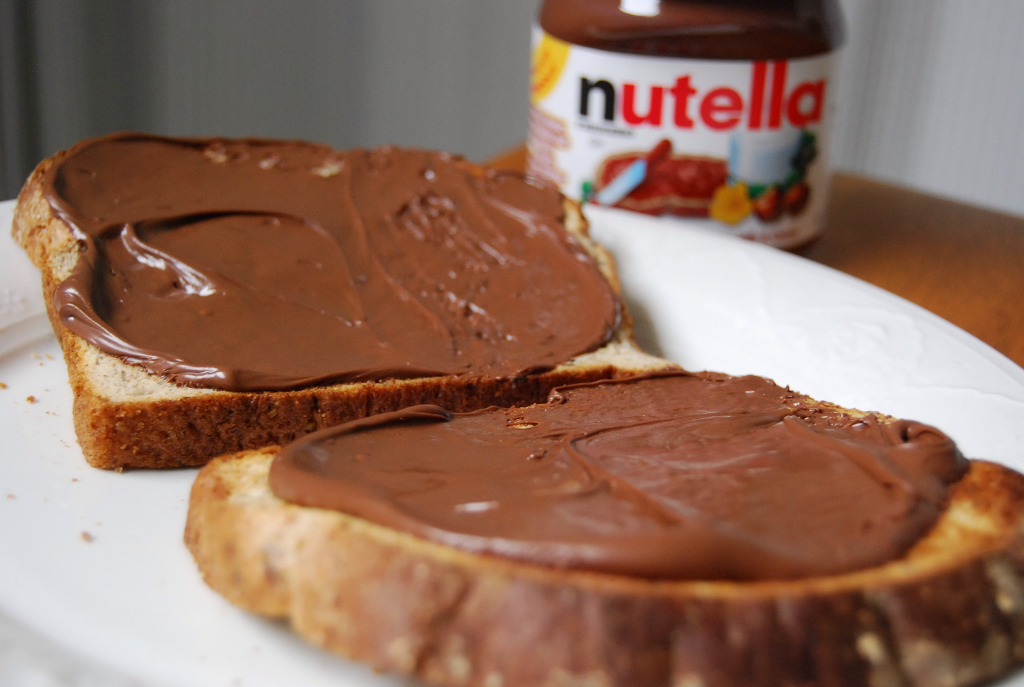
Nutella

Nutella is de merknaam van een pasta voor broodbeleg van het Italiaanse bedrijf Ferrero.
De pasta werd in 1946 ontwikkeld en in 1964 op de markt geïntroduceerd, aanvankelijk onder de naam 'Giandujot Supercrema'. Tegen het eind van 1964 registreerde Ferrero de merknaam 'Nutella' en daarbij de afbeelding op het etiket, die nadien ongewijzigd is gebleven, behalve op tijdelijke actiepotten. Ook de vorm van de pot is merkenrechtelijk beschermd.
Een soortgelijke combinatie van hazelnoten en chocolade werd door chocolademakers in Turijn en omstreken al in de vroege negentiende eeuw ontwikkeld om te besparen op de hoeveelheid cacao in chocoladepasta. Tegenwoordig wordt het product wereldwijd verkocht; het is met name in Europa, Australië en de Verenigde Staten populair.

## Ingrediënten
De exacte samenstelling van Nutella verschilt van land tot land. De belangrijkste ingrediënten zijn palmolie uit Maleisië en Papoea-Nieuw-Guinea en suiker. Samen maken ze 72% uit van een pot Nutella Chocopasta. De suikers bestaan afhankelijk van het productiegebied uit suikerbiet- of uit geraffineerde rietsuiker. Volgens Nutella bestaat anno 2017 de inkoop van de suiker voor driekwart uit die van suikerbieten en een kwart uit die van geraffineerde rietsuiker. De palmolie is volgens Nutella geur- en smaakloos en wordt volgens het bedrijf toegevoegd om het product zijn smeuïge textuur te geven. Door de toevoeging van de palmolie is de pasta volgens Nutella goed smeerbaar.
Daarnaast zit in Nutella (percentages voor in 2017 in Nederland verkochte Nutella):
- 13% hazelnoten uit Turkije en Italië.
- 7,4% magere cacao, verwerkt in Stadtallendorf in Duitsland of Alba in Italië. Hiervoor worden cacaobonen uit West-Afrika (Ivoorkust, Ghana, Nigeria) gebruikt.
- 8,7% magere melkpoeder, vervaardigd in Frankrijk en België.
- weipoeder
- sojalecithine, om het mengsel smeerbaar te houden.
- 0,02% synthetische vanilline

## Cups
In 2020 won Nutella Cups het Gouden Windei van voedselwaakhond Foodwatch. Fabrikant Ferrero kreeg de prijs omdat de kuipjes Nutella volgens duizenden consumenten ‘geldklopperij’ is. Consumenten betaalden in 2020 voor de cups 23,22 euro per kilo. Een pot van 400 gram is per kilo 15,14 euro goedkoper. Daarnaast is de verpakking van deze variant volgens Foodwatch allesbehalve duurzaam.